# Charles Moniz
Charles Moniz – amerykański basista i perkusista. Były członek zespołu Avril Lavigne, zastąpił Marka Spicoluka, który odszedł, by skupić się na grze we własnej grupie Closet Monster. Moniz grał również na perkusji w zespole Grade.
Następnie został inżynierem dźwięku. Pracował między innymi z Adele, Markiem Ronsonem, Bruno Marsem, Nicki Minaj i Rihanną. Zdobył trzy Nagrody Grammy - pierwszą za płytę Adele 25, drugą za utwór Marka Ronsona i Bruno Marsa "Uptown Funk", a ostatnią ponownie za pracę z Bruno Marsem przy utworze "24K Magic".

## Dyskografia
- Grade - Headfirst Straight To Hell (2001)[2]
- Avril Lavigne - My World (DVD, CD, 2003)[3]